# یوما ناگایی
یوما ناگایی (انگلیسی: Yuma Nagai؛ زادهٔ ۱۸ مارس ۱۹۹۶) بازیکن هاکی روی چمن اهل ژاپن است.